# Meryl O'Hara Wood
Meryl Aitken O'Hara Wood, de naixement Waxman, (? − 6 de maig de 1958) va ser una tennista australiana durant les dècades de 1920 i 1930.
En el seu palmarès destaquen dos títols de l'Australian Championships en categoria de dobles femenins els anys 1926 i 1927, d'un total de quatre finals disputades, més una final en la modalitat de dobles mixts.
El 3 d'agost de 1923 es va casar amb el també tennista australià Pat O'Hara Wood.

## Torneigs de Grand Slam

### Dobles femenins: 4 (2−2)
| Resultat   | Núm. | Any  | Campionat                    | Parella              | Oponents                             | Marcador      |
| ---------- | ---- | ---- | ---------------------------- | -------------------- | ------------------------------------ | ------------- |
| Finalista  | 1.   | 1924 | Australasian Championships   | Kathrine Le Mesurier | Daphne Akhurst Sylvia Lance Harper   | 5−7, 2−6      |
| Guanyadora | 1.   | 1926 | Australasian Championships   | Esna Boyd            | Daphne Akhurst Marjorie Cox Crawford | 6−3, 6−8, 8−6 |
| Guanyadora | 2.   | 1927 | Australian Championships (2) | Louie Bickerton      | Esna Boyd Sylvia Lance Harper        | 6−3, 6−3      |
| Finalista  | 2.   | 1929 | Australian Championships (2) | Sylvia Lance Harper  | Daphne Akhurst Louie Bickerton       | 2−6, 6−3, 2−6 |

### Dobles mixts: 1 (0−1)
| Resultat  | Núm. | Any  | Campionat                | Parella    | Oponents                            | Marcador      |
| --------- | ---- | ---- | ------------------------ | ---------- | ----------------------------------- | ------------- |
| Finalista | 1.   | 1932 | Australian Championships | Jiro Satoh | Marjorie Cox Crawford Jack Crawford | 8−6, 6−8, 3−6 |

## Trajectòria

### Individual
| Torneig | 1926 | 1927 | 1928 | 1929 | 1930 | 1931 | 1932 | Títols |
| --- | ---- | ---- | ---- | ---- | ---- | ---- | ---- | ------ |
| Australian Championships                                                                                                   | QF   | A    | SF   | QF   | A    | A    | QF   | 0 / 4  |
| Internationaux de France                                                                                                   | A    | A    | 3R   | A    | A    | A    | A    | 0 / 1  |
| Wimbledon Championships | A    | A    | 3R   | A    | A    | A    | A    | 0 / 1  |
| US Championships | A    | A    | A    | A    | A    | A    | A    | 0 / 0  |
| Llegenda: G: Guanyador; F: Finalista; SF: Semifinalista; QF: Quarts de final; Q: Qualificació; A: Absent; RR: Round Robin; |      |      |      |      |      |      |      |        |

### Dobles femenins
| Australian Championships                                                                                                   | F | A | G | G | SF | F | A | A | SF | QF | 2 / 7 |
| Internationaux de France                                                                                                   | A | A | A | A | QF | A | A | A | A  | A  | 0 / 1 |
| Wimbledon Championships | A | A | A | A | QF | A | A | A | A  | A  | 0 / 1 |
| US Championships | A | A | A | A | A  | A | A | A | A  | A  | 0 / 0 |
| Llegenda: G: Guanyador; F: Finalista; SF: Semifinalista; QF: Quarts de final; Q: Qualificació; A: Absent; RR: Round Robin; |   |   |   |   |    |   |   |   |    |    |       |

### Dobles mixts
| Australian Championships                                                                                                   | 1R | A | SF | A | A  | SF | A | A | F | 2R | 0 / 5 |
| Internationaux de France                                                                                                   | A  | A | A  | A | 2R | A  | A | A | A | A  | 0 / 1 |
| Wimbledon Championships | A  | A | A  | A | A  | A  | A | A | A | A  | 0 / 0 |
| US Championships | A  | A | A  | A | A  | A  | A | A | A | A  | 0 / 0 |
| Llegenda: G: Guanyador; F: Finalista; SF: Semifinalista; QF: Quarts de final; Q: Qualificació; A: Absent; RR: Round Robin; |    |   |    |   |    |    |   |   |   |    |       |